# Austnes
Austnes – wieś w Norwegii, w regionie Møre og Romsdal, w gminie Haram. We wsi mieszka ok. 385 osób.